# Gushing
Gushing (Engels voor 'gutsen') is een zeldzaam fenomeen waarbij een koolzuurhoudende drank spontaan overstroomt bij het openen van het flesje, zonder dat er mee geschud werd. Het kan optreden bij bier, maar ook bij schuimwijn, limonades en zelfs bij mineraalwater.
Gushing bij bier is te wijten aan de vorming van mycotoxines door schimmels (bijvoorbeeld Fusarium, Rhizopus). Dit is het geval in vochtige oogstjaren of bij een te vochtige bewaring van de gerst. Het exacte mechanisme achter gushing is onbekend en is niet analytisch te controleren, waardoor gushing-gevoelig bier bij de kwaliteitscontrole niet afgekeurd wordt.